# Hjertans Jesus, i ditt hjerta
Hjertans Jesus, i ditt hjerta eller Hjertans Jesus, är en psalmtext av den herrnutiske prästen Anders Carl Rutström. Psalmen har 3 stycken 8-radiga verser.

## Publicerad i
- Sions Nya Sånger, som nummer 145 1863, 5:e upplagan efter 1700-talsversion
- Hemlandssånger 1891, som nummer  287 under rubriken "Tron".
- Herde-Rösten 1892 som nr 63 under rubriken "Trygghet:"
- Segertoner 1930 som nr 141 under rubriken "Tro och förtröstan".